# A Jangle család karácsonya
A Jangle család karácsonya (eredeti cím: Jingle Jangle: A Christmas Journey) 2020-ban bemutatott amerikai karácsonyi családi-musical, melyet David E. Talbert írt és rendezett. A főszereplők Forest Whitaker és Madalen Mills.
2020. november 13-án jelent meg a Netflixen.

## Szereplők
| Szerep             | Színész             | Magyar hang            |
| ------------------ | ------------------- | ---------------------- |
| Jeronicus Jangle   | Forest Whitaker     | Földes Tamás           |
| Journey Jangle     | Madalen Mills       | Engel-Iván Lili        |
| Journey Jangle     | Madalen Mills       | Mikes Zsüliett (ének)  |
| Gustafson          | Keegan-Michael Key  | Zöld Csaba             |
| Gustafson          | Keegan-Michael Key  | Borbély Richárd (ének) |
| Mr. Delacroix      | Hugh Bonneville     | Rosta Sándor           |
| Jessica Jangle     | Anika Noni Rose     | Vágó Bernadett         |
| Journey nagymama   | Phylicia Rashad     | Szirtes Ági            |
| Don Juan Diego     | Ricky Martin        | Magyar Bálint          |
| Jeronicus fiatalon | Justin Cornwell     | Bereczki Zoltán        |
| Joanne Jangle      | Sharon Rose         | Békefi Viktória        |
| Ms. Johnston       | Lisa Davina Phillip | Koós Réka              |
| Edison Latimer     | Kieron L. Dyer      | Kelemen Noel           |
| Gustafson fiatalon | Miles Barrow        | Jéger Zsombor          |
| Jessica fiatalon   | Diaana Babnicova    | Mayer Szonja           |
| Vevő a bolhapiacon | Patricia Franklin   | ?                      |

## Gyártás
2018 októberében Forest Whitaker csatlakozott a filmhez, mint főszereplő. 2019 áprilisában Keegan-Michael Key, Phylicia Rashad, Anika Noni Rose és Madalen Mills is csatlakozott a szereplőgárdához. 2019 júniusában Hugh Bonneville csatlakozott a szereplők köreihez. 2020 októberében Ricky Martin is csatlakozott a stábhoz.
A film zenei összeállítása John Legend és Philip Lawrence dalait is tartalmazzák.
A film forgatása 2019 júniusában kezdődött Norwichban. A film stop-motion és CGI animációt is tartalmaz.